# Demografia da Bolívia

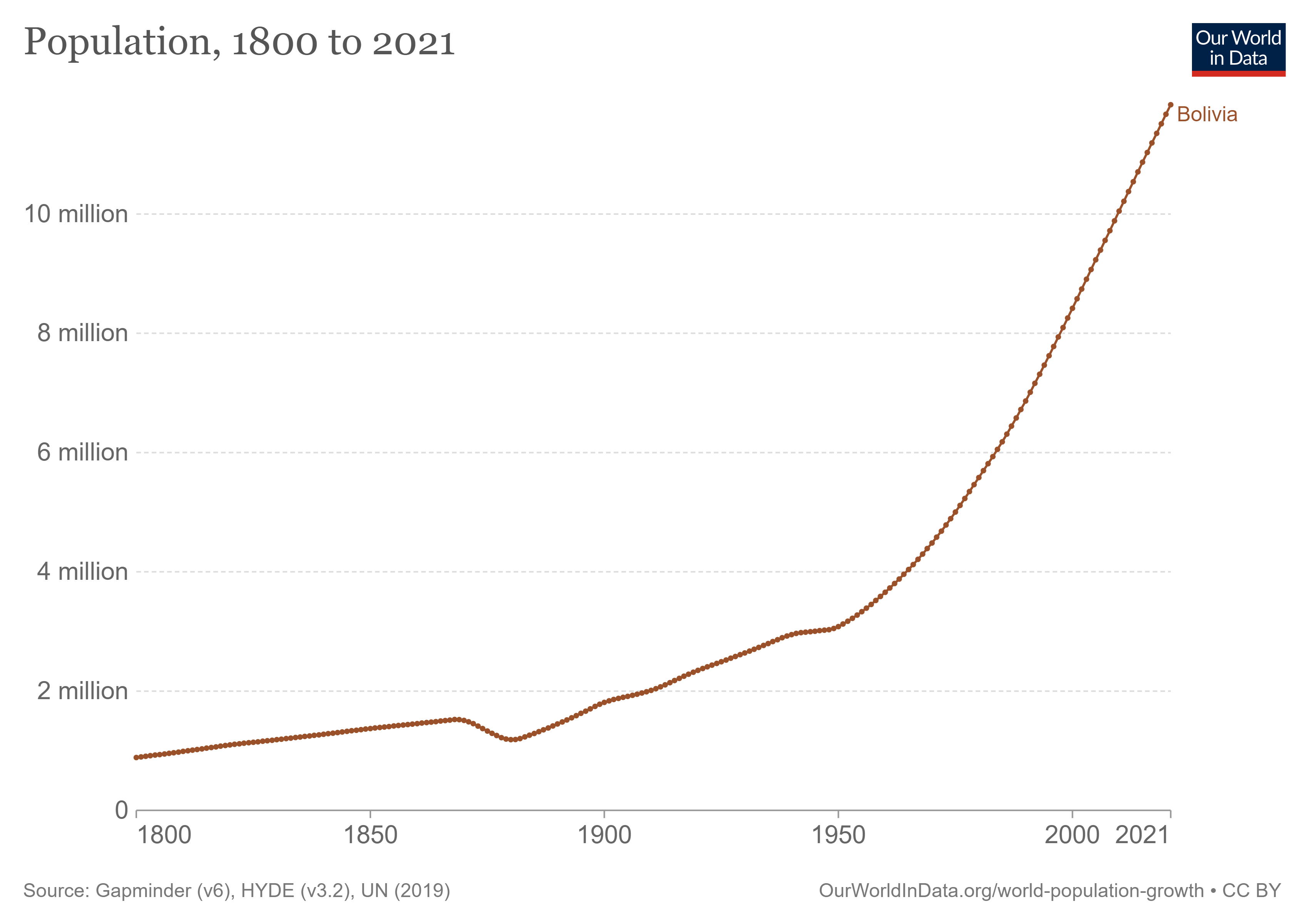
Demografia da Bolívia entre os anos de 1961 e 2003

A Bolívia possuí mais de 8 milhões de habitantes e uma densidade demográfica de 9,13 hab./km².

## Dados demográficos
População total:
Grupos étnicos:  59% dos bolivianos se declaram como mestiços, 37% como indígenas, 3% como brancos e 1% como negros, de acordo com o censo de 2012.
Religião: Cristianismo 98,9% (católicos 88,5% e protestantes 10,4%), outras 1,1%.
Idiomas: Os oficias idiomas são: espanhol, quíchua e aimará.
IDH: 0,643 
Crescimento demográfico: 2,3% ao ano 

Analfabetismo: 14,4%